# Ralf Georgi
Ralf Georgi (* 27. Dezember 1967 in Ottweiler) ist ein deutscher Politiker (Bündnis Sahra Wagenknecht, zuvor Die Linke). Von 2009 bis 2022 war er Abgeordneter im Landtag des Saarlandes.

## Leben und Beruf
Ralf Georgi begann sein politisches Engagement bei den Grünen. Er war Ortsvorsitzender in seinem Wohnort Ottweiler und Kreisvorsitzender des Landkreises Neunkirchen. Beide Eltern Georgis waren blind. Auch aus diesem Grund war er lange Jahre Behindertenbeauftragter der Stadt Ottweiler. Bei den Grünen engagierte sich Georgi während der Zeit der rot-grünen Bundesregierung unter Gerhard Schröder gegen die von dieser initiierte Agenda 2010 und wechselte schließlich zur Linken, bei der er Ortsverbandsvorsitzender in Ottweiler ist. Außerdem sitzt er für die Linke im Stadtrat. Bei der Landtagswahl im Saarland 2009 trat er auf Platz 2 der Wahlkreisliste Neunkirchen der Linken an und wurde in den Landtag gewählt. Für seine Fraktion war er behinderten- und tierschutzpolitischer Sprecher. Bei der Landtagswahl 2022 verfehlte er wie die gesamte Linkspartei den Wiedereinzug in den Landtag.
Er war Mitglied in folgenden Ausschüssen:
- Ausschuss für Inneres und Sport (Schriftführer)
- Ausschuss für Umwelt und Verbraucherschutz
- Ausschuss für Eingaben (Vorsitzender)
- Interregionaler Parlamentarierrat
- Ausschuss für Grubensicherheit und Nachbergbau (Schriftführer)
- 3. Vizepräsident des Landtages

Ralf Georgi ist gelernter Kfz-Mechaniker und betreibt in Saarbrücken und Homburg Praxen, in denen Menschen nach Entzug der Fahrerlaubnis beraten und auf die Medizinisch-Psychologische Untersuchung vorbereitet werden. Georgi ist Mitglied der Gewerkschaft ver.di.

## Gesellschaftliche Funktionen
- seit 1997 Mitglied im Vorstand des Tierschutzverein der Stadt Ottweiler
- seit 2000 Ver.di Mitglied
- seit 2019 Vorsitzender der Ottweiler Altstadtmusikanten e.V.
- seit 2009 Mitglied im interregionalen Parlamentarierrat